# Kildare
Kildare (iriska: Cill Dara) är en ort i republiken Irland.   Den ligger i grevskapet Kildare och provinsen Leinster, i den centrala delen av landet, 50 km väster om huvudstaden Dublin. Kildare ligger 100 meter över havet och antalet invånare är 8 634. Även om grevskapet fått samma namn som orten är det Naas som är grevskapets administrationscentrum.
Kildare ligger i den centrala delen av grevskapet, väster om Dublin. Många av Kildares invånare pendlar till huvudstaden. Grevskapet är känt för sina hästar och i Kildare finns Irish National Stud. Många av stadens landsbygder används till just hästskötsel och hästbanan Curragh ligger vid sidan om Kildare.
Från Kildare går det förutom motorvägen M7, tåg mot både Dublin och den sydvästliga delen av landet. Motorvägen M7 går mellan Dublin och Limerick.